# دولت دست‌نشانده
دولت دست‌نشانده یا حکومت دست‌نشانده (به انگلیسی: Puppet state) یا دولت سرسپرده به حاکمیتی مستقل گفته می‌شود که به صورت غیررسمی توسط قدرت‌های بیگانه کنترل می‌شود. دولت‌های دست‌نشانده در حقیقت فاقد استقلال می‌باشند و بیشتر در حفظ منافع دولتی دیگر اقدام می‌کنند.